# 7266 Trefftz
7266 Trefftz è un asteroide della fascia principale. Scoperto il 29 settembre 1973 da Cornelis van Houten, Ingrid van Houten-Groeneveld e Tom Gehrels presso l'Osservatorio di Monte Palomar, presenta un'orbita caratterizzata da un semiasse maggiore pari a 2,4450754 UA e da un'eccentricità di 0,1419876, inclinata di 2,88174° rispetto all'eclittica.